# Alan Docking Racing
A Alan Docking Racing (ADR) é uma equipa de automobilismo australiana. A equipa foi formada em 1975 pelo australiano Alan Docking. A equipa compete na Fórmula 3 Britânica. Contudo, tem competido em desportos e salões de automóveis a nível nacional e internacional. A equipa corre também como Alan Docking Racing Finland.

## História
Com a criação da equipa, a ADR correu na Fórmula 3 Britânica, vencendo numa frente nos campeonatos de 1976 e 1977 com Rupert Keegan e Stephen South. Em 1978, competiu no Campeonato Europeu de Fórmula 2 com pilotos, e um dos quais foi Stefan Johansson.
A ADR juntou-se ao Campeonato Britânico de Fórmula Ford em 1987 e 1988 com a Mazda. Regressou à Fórmula 3 Britânica em 1989, e desde aí a equipa correu com pilotos notáveis como Mika Salo, Hideki Noda, Ricardo Rosset, Mark Webber e Marcos Ambrose.
Em 2002 a ADR venceu o seu 3º título de Fórmula 3 Britânica com Robbie Kerr.
Em 2005-06, a ADR iniciou uma colaboração com a A1 Team Australia no campeonato de A1 Grand Prix, colaboração essa que ainda continua.